# Marcello Gandini
Pour les articles homonymes, voir Marcello et Gandini.
Marcello Gandini, né le 26 août 1938 à Turin (Piémont) et mort le 13 mars 2024 à Rivoli (Piémont), est un designer automobile italien, célèbre en particulier en tant que chef-designer Bertone emblématique, concepteur en particulier des Lamborghini Countach de 1974. De nombreux designers automobile ont découvert leur vocation grâce à des œuvres de Gandini telles que la Miura en 1966, la Marzal en 1967, l'Alfa Romeo Carabo en 1968, la Lancia Stratos Zero en 1970, la Countach en 1971, la Bertone NSU Trapeze en 1973, l'Alfa Romeo Navajo en 1976, la Jaguar Ascot en 1977 ou encore la Lancia Sibilo (en) en 1978.

## Biographie

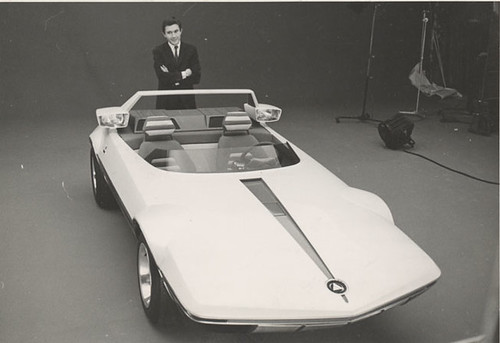
Avec une Autobianchi Runabout Bertone en 1969.

Le père de Marcello Gandini était compositeur et chef d'orchestre. Pour son cinquième anniversaire, ses parents lui offrent un modèle réduit d'un cabriolet allemand et une boîte de meccano, avec laquelle il commence son initiation à la mécanique. Sa passion autodidacte pour l'automobile débute au lycée : « Au lieu d'acheter un livre d'exercices de latin, j'ai acheté le livre « moteurs endothermiques » de Dante Giacosa que bientôt je connus par cœur, et puis bien d'autres livres sur d'autres choses ».

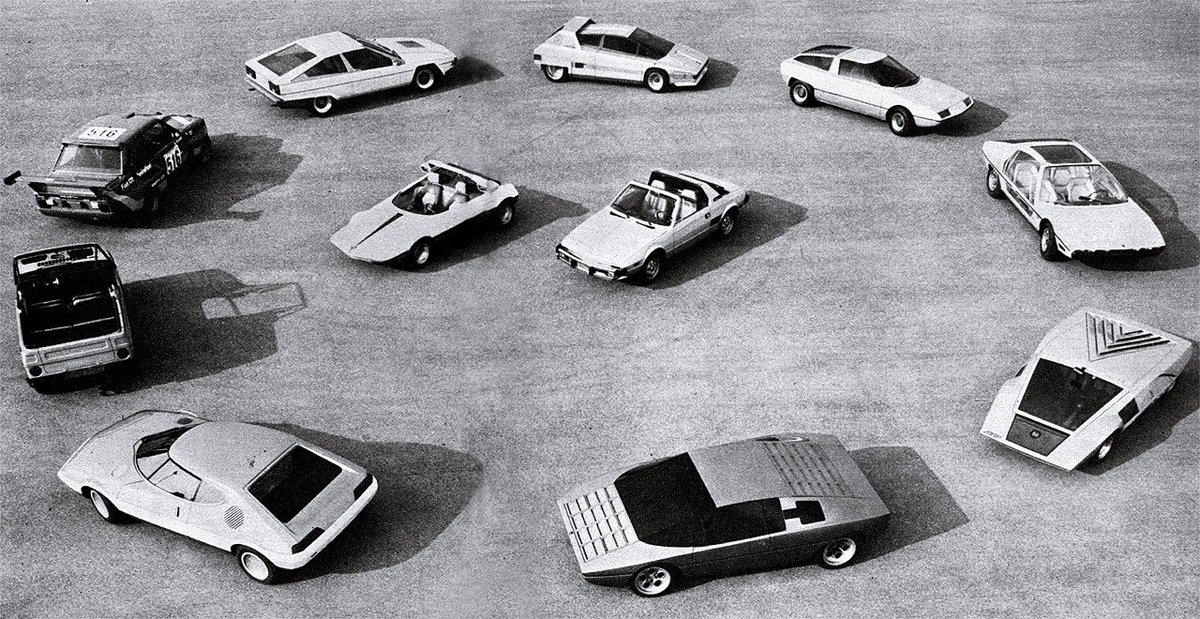
Une gamme de créations Bertone des années 1960 et 1970, dont la plupart ont été conçues par Gandini.

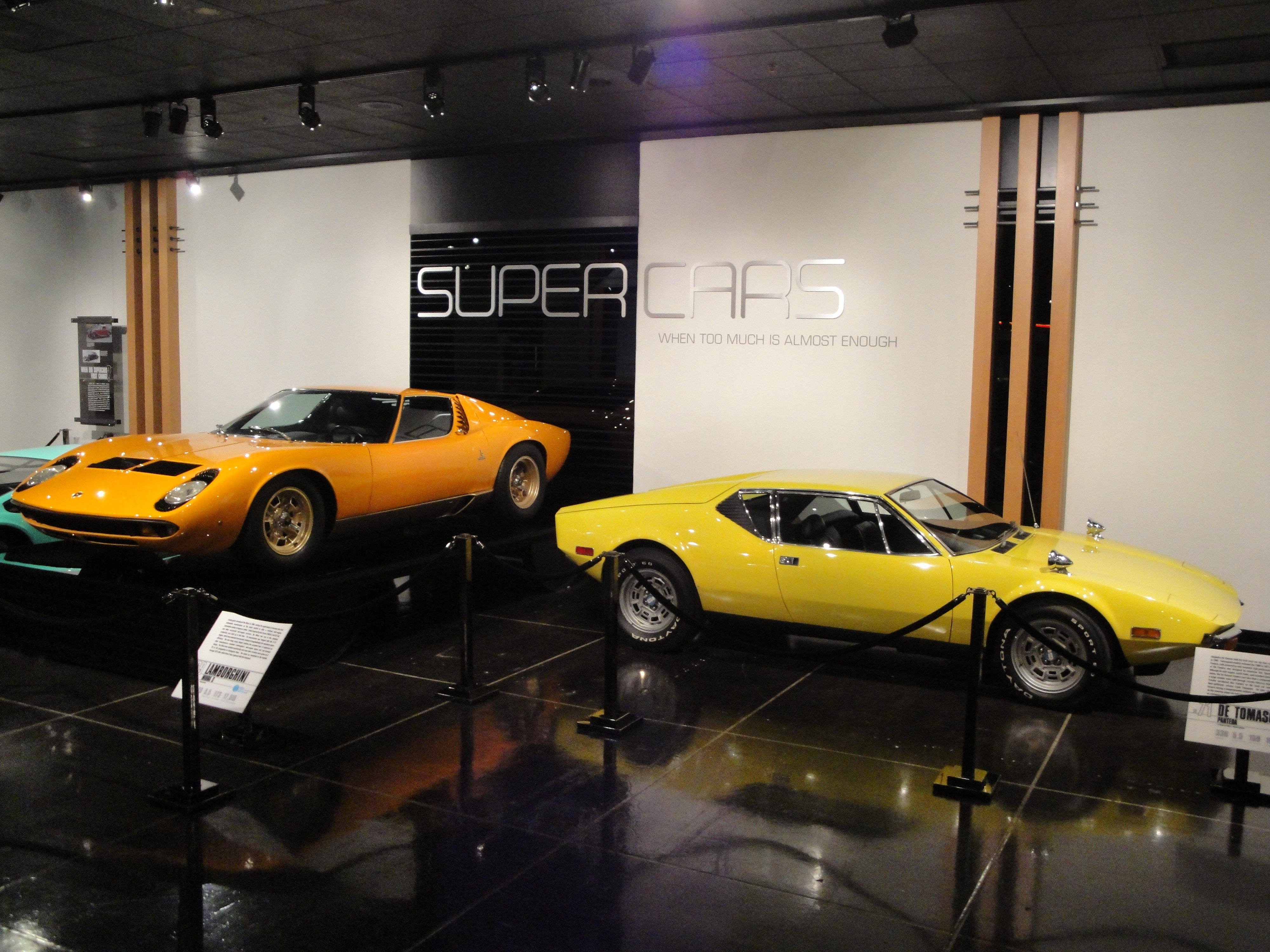
Lamborghini Miura (1966) et De Tomaso Pantera (1971).

Marcello Gandini réalise sa première création pour O.S.C.A, en 1959, en tant que styliste indépendant. Il est approché par le designer Nuccio Bertone en 1963, avant de commencer sa carrière de chef-designer chez Bertone à Turin en décembre 1965. Il succède à Giorgetto Giugiaro (parti chez Ghia) avec pour premier projet la création de la Lamborghini Miura de 1966. Il travaille ensuite sur le design des Lamborghini Marzal (1967), Lamborghini Espada (1968), Alfa Romeo Carabo (1968, qui préfigure une de ses signatures stylistiques emblématiques « wedge design » ou design en coins, avec premières portes à ouverture en élytre), Alfa Romeo Montreal (1970), Lamborghini Jarama (1970), Lancia Stratos Zero (1970), Lamborghini Urraco (1973), Lancia Stratos (1973), Innocenti Mini Bertone (1974), Maserati Khamsin (1974), et Lamborghini Countach (1974)…
Eugenio Pagliano, son bras droit chez Bertone, explique en avril 1978 que « dans une petite structure comme Stile Bertone, on a besoin d'un guide et d'une ligne à suivre. Jusqu'ici, dans la majorité des études, la ligne a été fixée par Gandini. » Marcello Gandini ne s'entoure pas d'une équipe démesurée, il a juste quelques collaborateurs, parmi lesquels il y a un génie du design automobile en la personne de Piero Stroppa, ainsi que les brillants maîtres tôliers de l'atelier Bertone qui produisent des concepts cars qu'on appelle alors « dream-cars ».
Marcello Gandini est un styliste spontané, solitaire et discret, tout l'inverse de Giorgetto Giugiaro, né comme lui en août 1938. Ce sont deux designers aux caractères opposés. Si Giugiaro a su faire preuve de plus grandes ambitions en créant Italdesign en 1968, Gandini s'est montré plus solitaire.

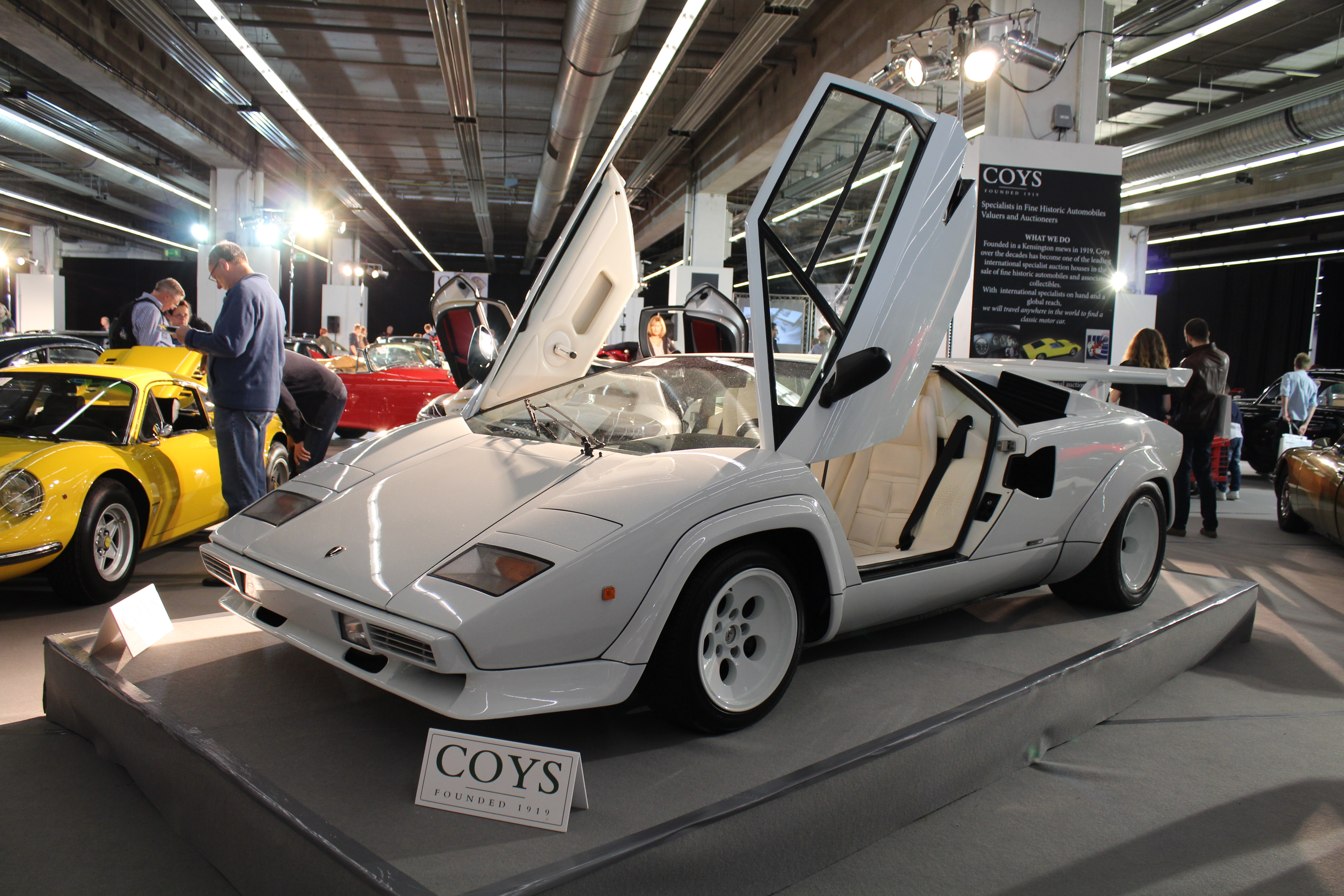
Lamborghini Countach (1974).

Gandini quitte Bertone en 1980 pour fonder son propre studio de design industriel indépendant « Marcello Gandini Design » près de Turin, pour se consacrer à des créations design de véhicules (voitures, camions, hélicoptères), d'architecture, ou d'intérieurs de boîtes de nuit, entre autres pour Bertone, Lamborghini, De Tomaso, Maserati, Cizeta, Renault… Il conçoit un nouveau modèle de production industriel pour Renault dans les années 1980, pour réduire la superficie des usines d'assemblage, et créé entre autres les Renault 5 Turbo (1980) et Renault Super 5 (1984), l'Alpine A310 pack GT, la Citroën BX en 1982, l'hélicoptère Heli-Sport CH-7 (en) (1992), Maserati Biturbo (1981), Cizeta-Moroder V16T (1988), Maserati Shamal (1990), Bugatti EB110 (1991), et Maserati Ghibli II (1992)…
Par ailleurs, Marcello Gandini est un inventeur dont l'ingéniosité ne se limite pas à l'automobile. On lui doit en effet des créations moins connues telles que le camion Renault AE500/Magnum, le premier Renault Master ou bien la Renault Piccola, bien plus ingénieuse que la Twingo,.
Il est rare que Marcello Gandini prenne publiquement la parole. Cependant, en 2021, il exprime sa contrariété et critique le nouveau modèle de Lamborghini Countach LPI 800-4, produite cette année là à 112 exemplaires sur la base d'une Aventador, pour les 50 ans de sa Lamborghini Countach de 1974, en regrettant son manque d'innovation, et de ne pas avoir été consulté pour sa conception.
Marcello Gandini meurt le 13 mars 2024 à Rivoli, à l'âge de 85 ans,.

## Projets auxquels Marcello Gandini a collaboré

Quelques modèles emblématiques
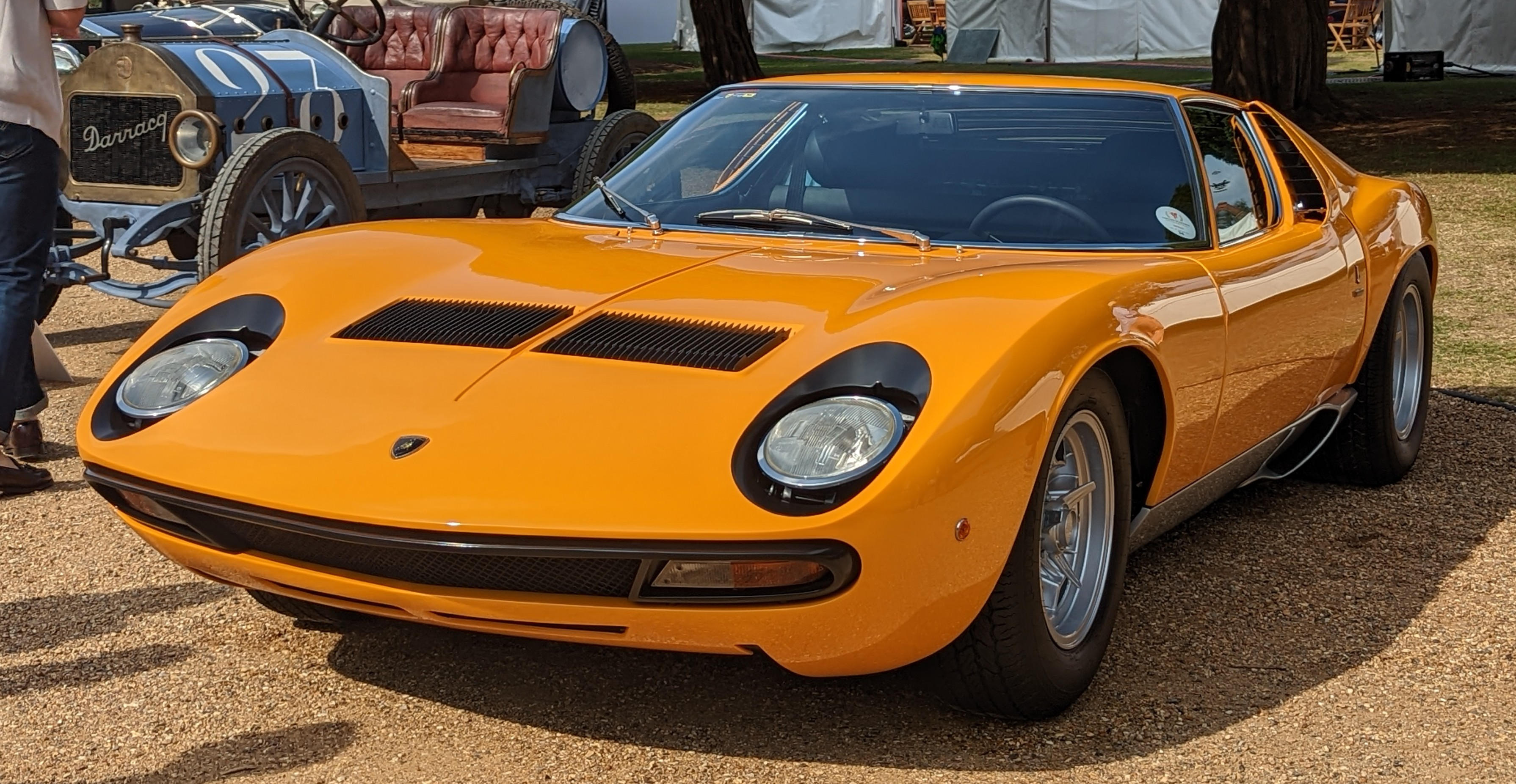
Lamborghini Miura (1966).
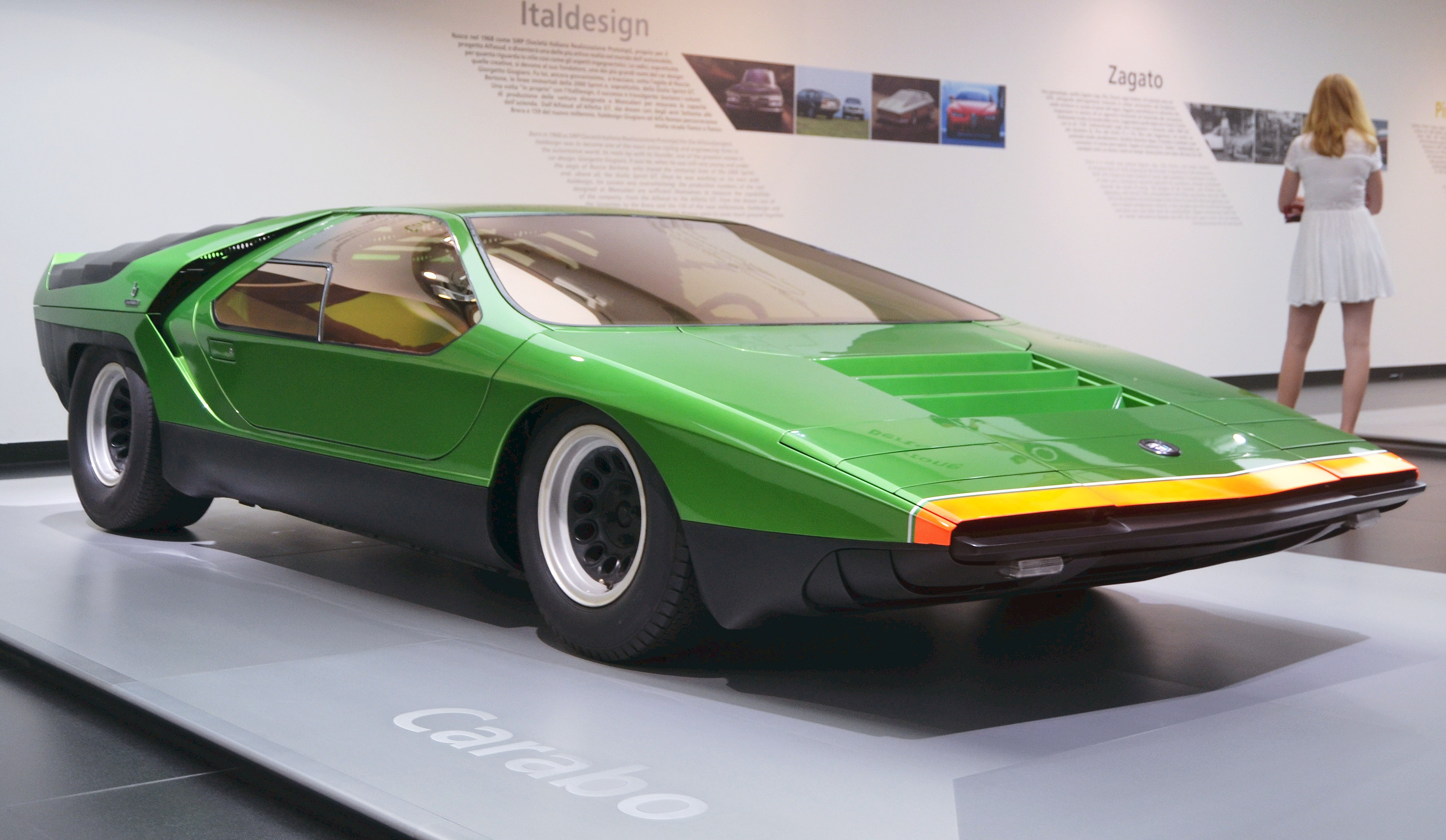
Alfa Romeo Carabo (1968).
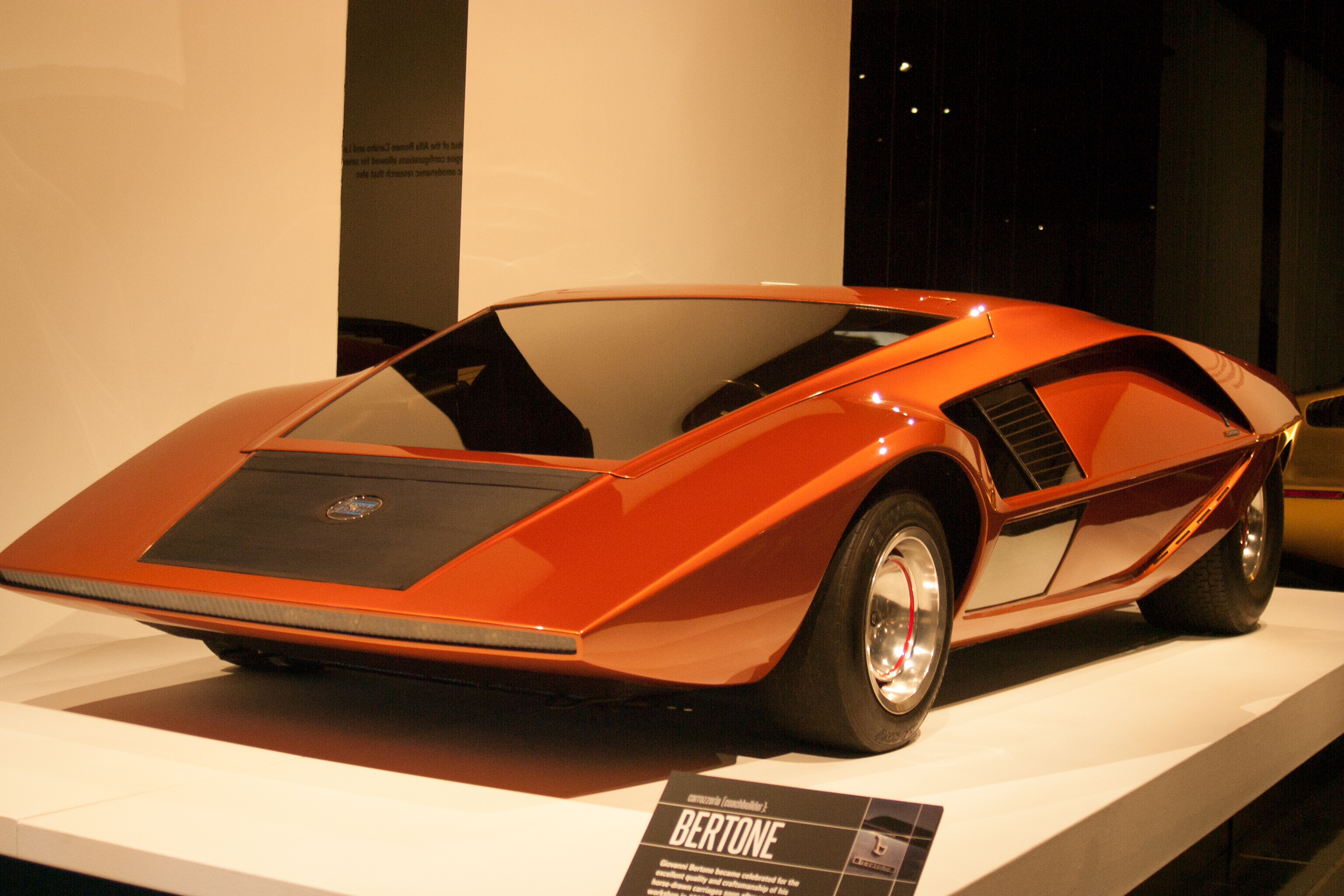
Lancia Stratos Zero (1970).
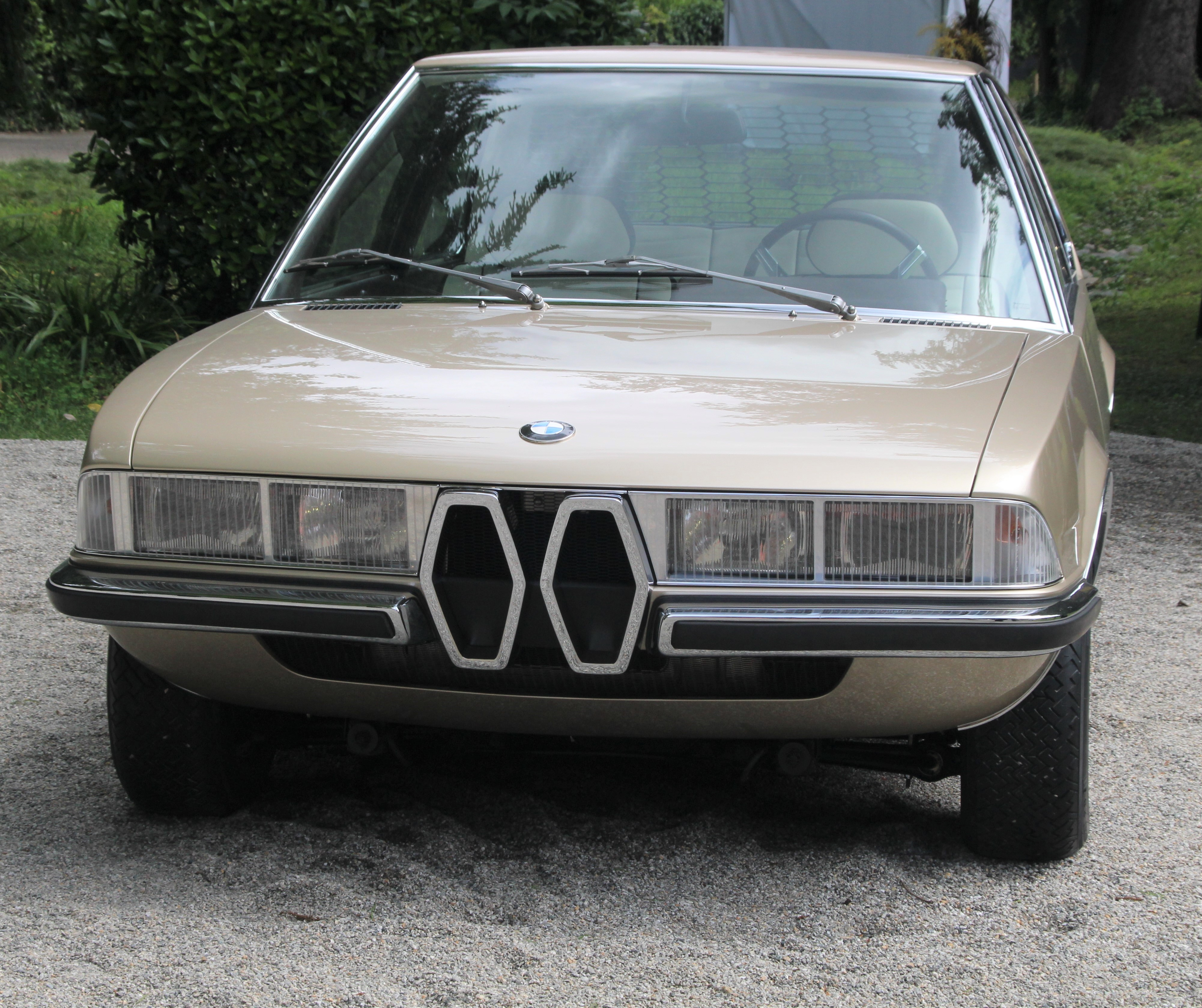
1970 BMW 2002ti Garmisch concept
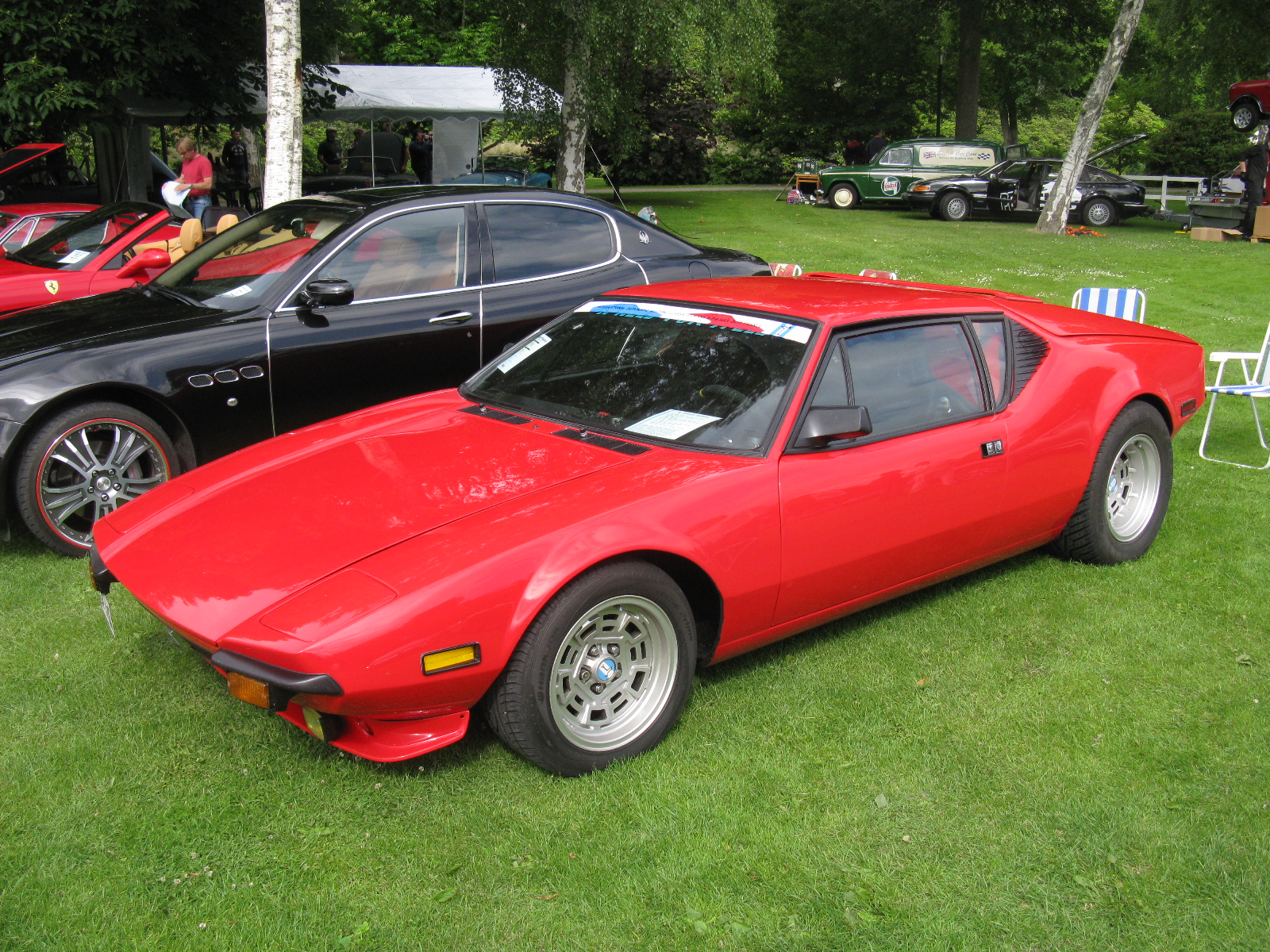
De Tomaso Pantera (1971).
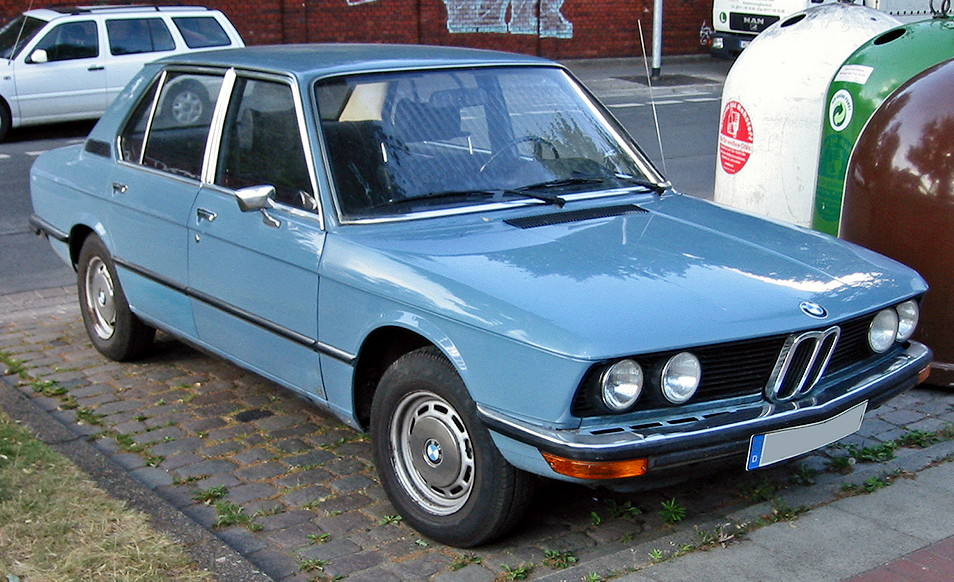
BMW série 5 (1972, 1re génération).
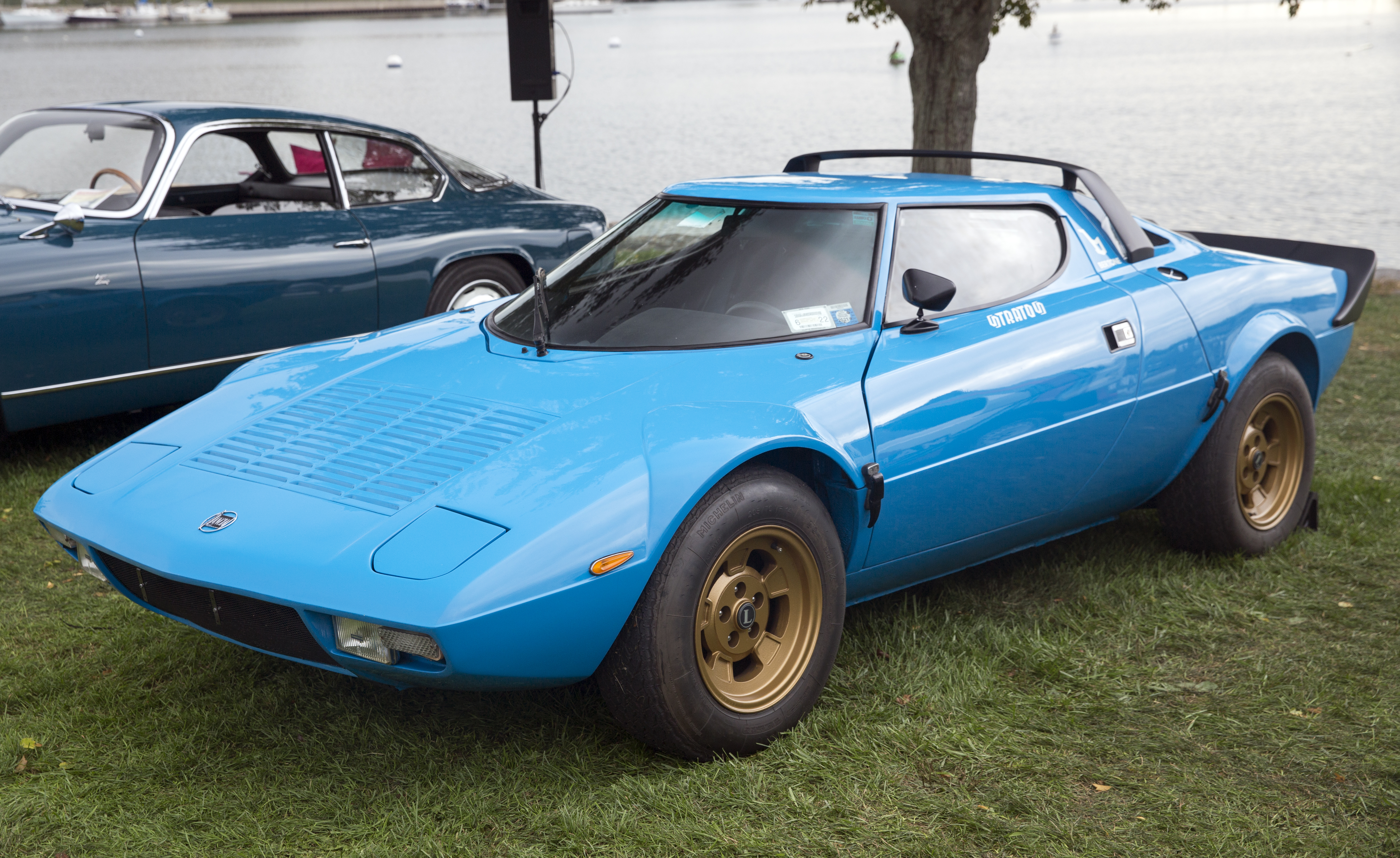
Lancia Stratos (1973).
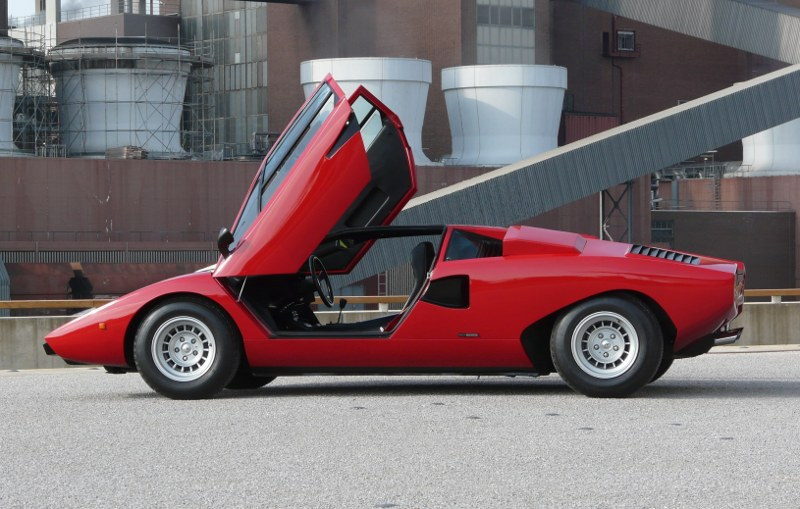
Lamborghini Countach (1974).
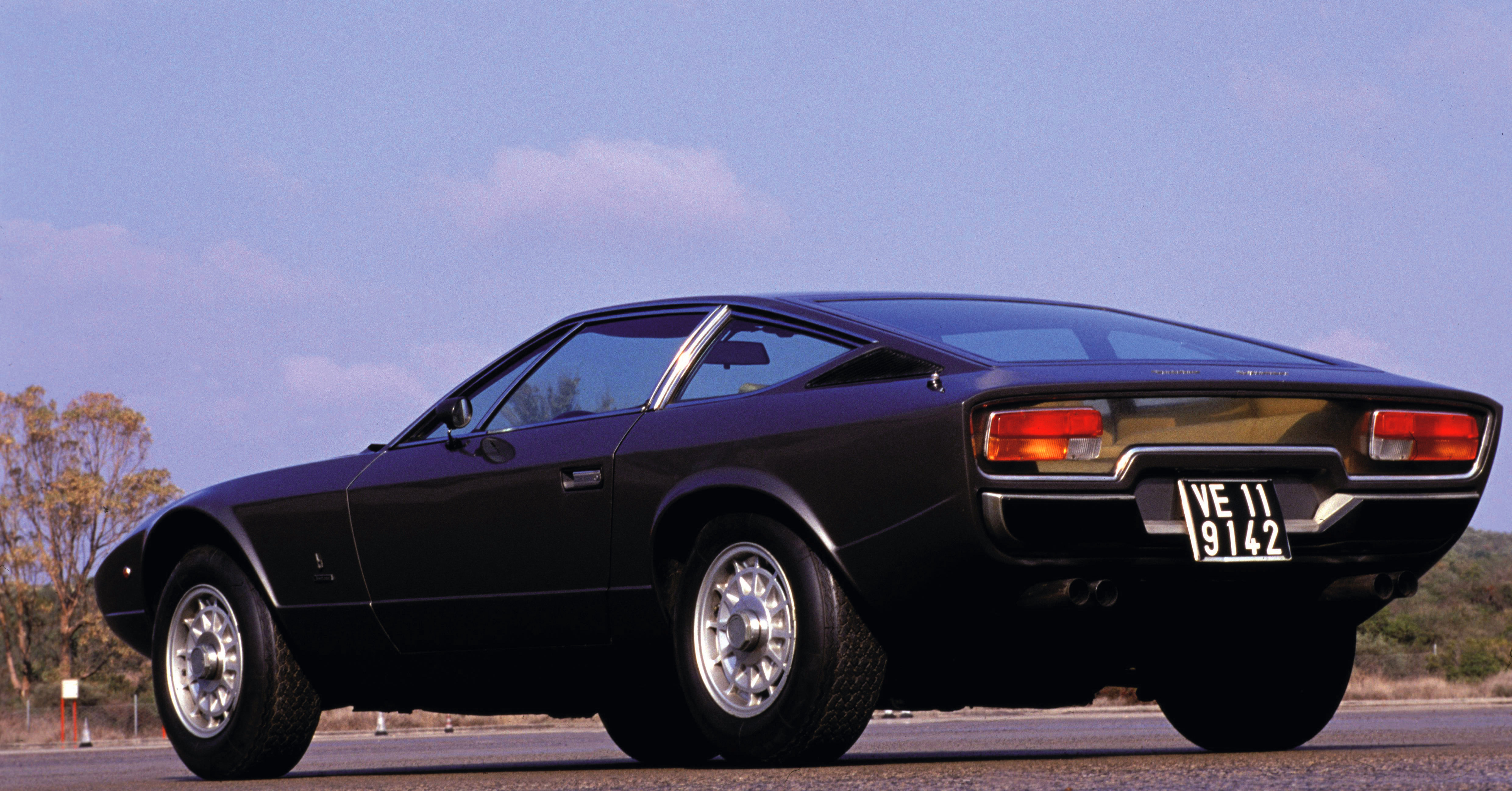
Maserati Khamsin (1974).
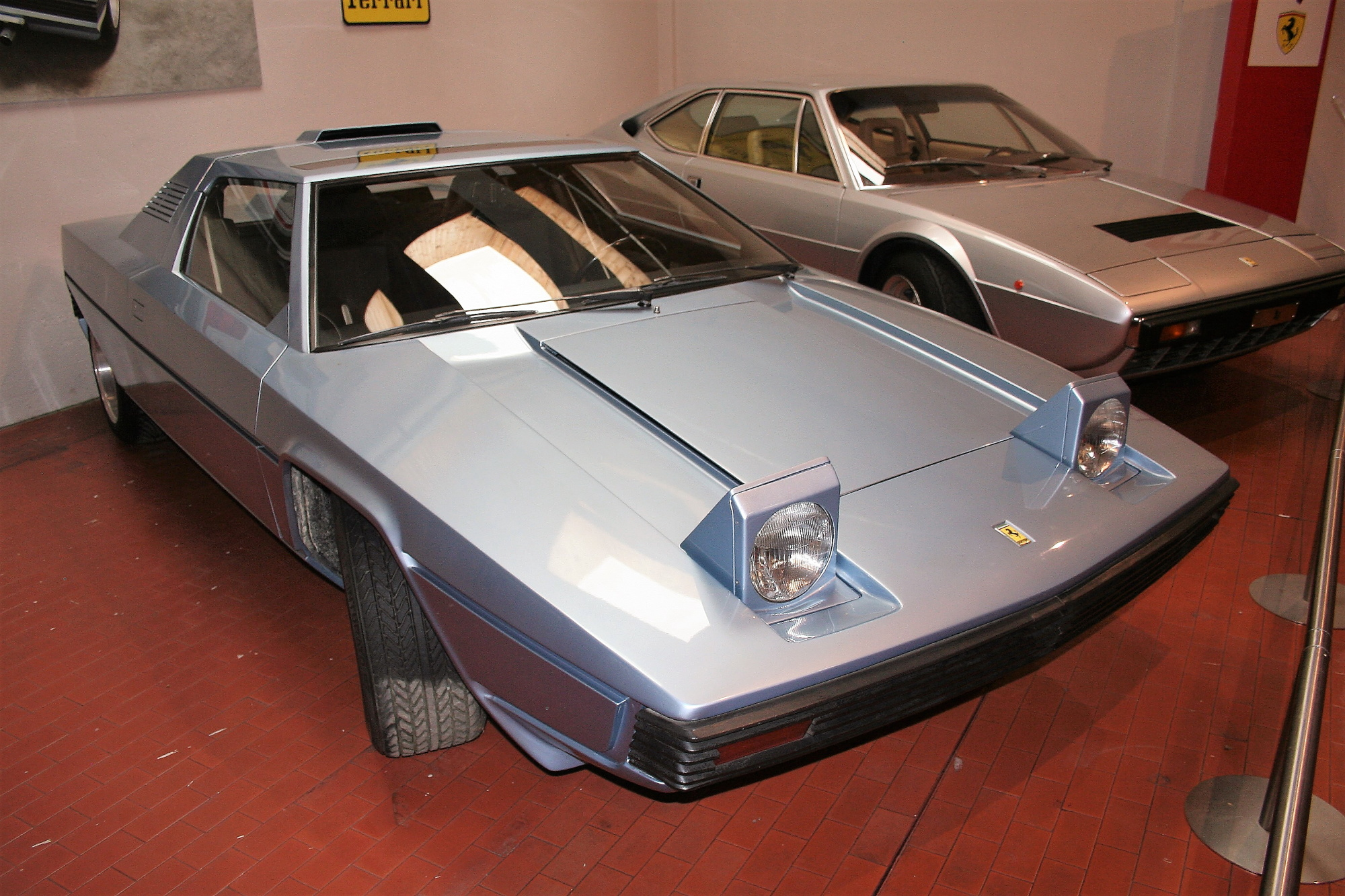
Ferrari Rainbow (1976) à gauche, et la Ferrari GT4 (1973) à droite
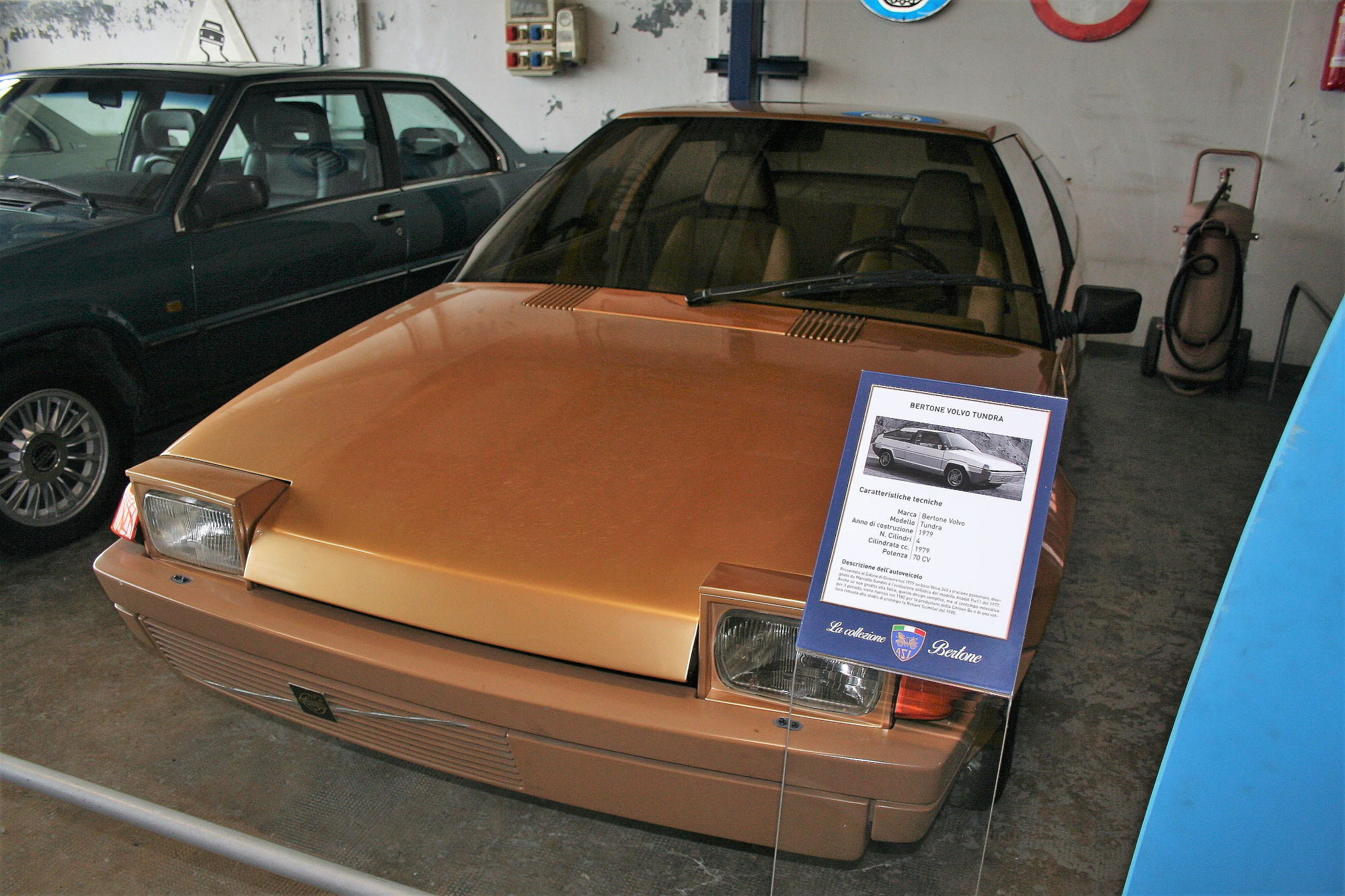
Volvo Tundra (1979).
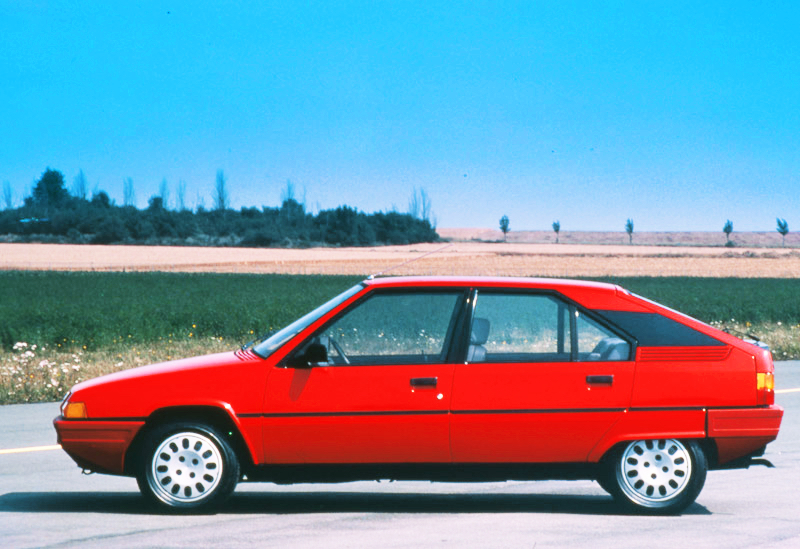
Citroën BX (1982).
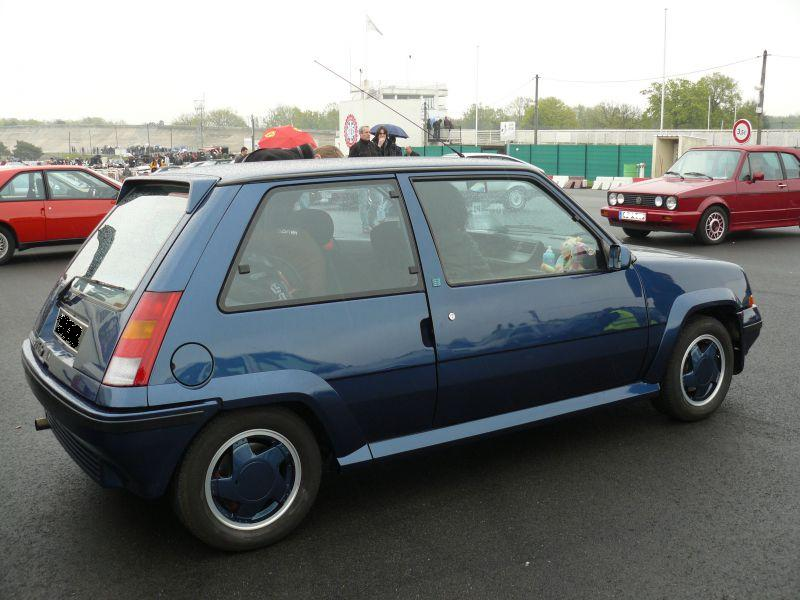
Supercinq GT Turbo série limitée Alain Oreille.
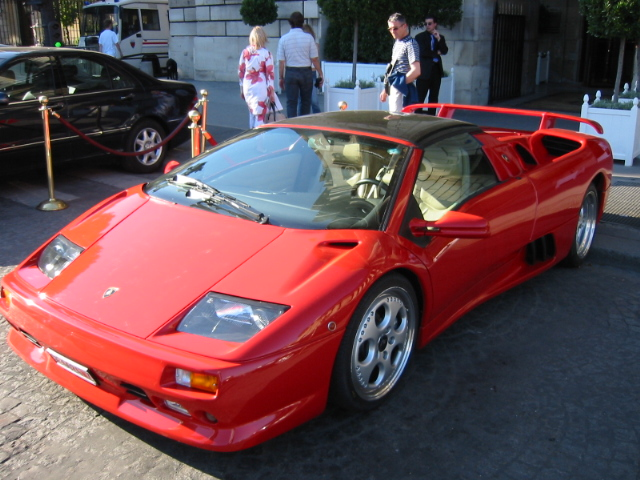
Lamborghini Diablo (1990).
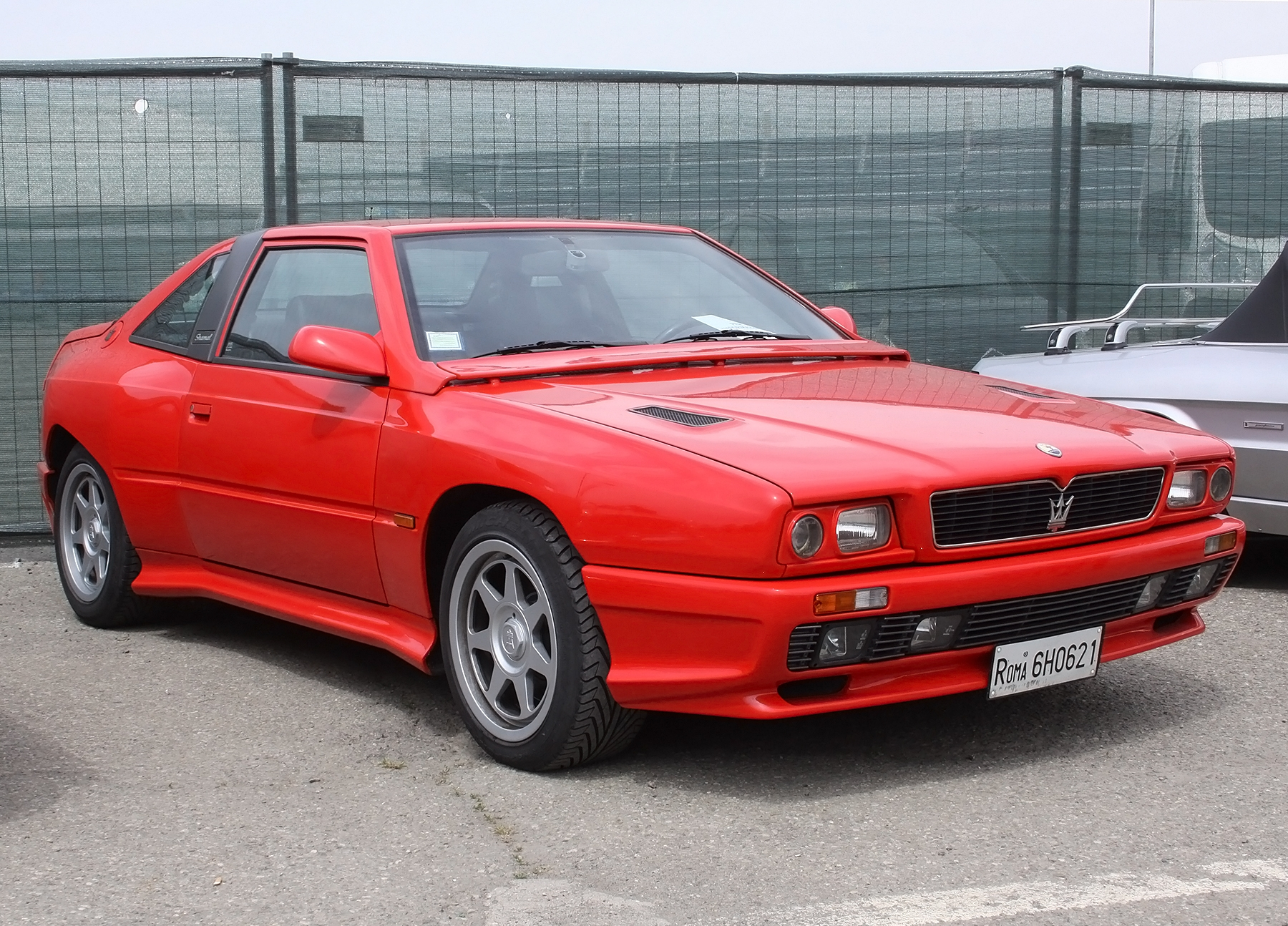
Maserati Shamal (1990).
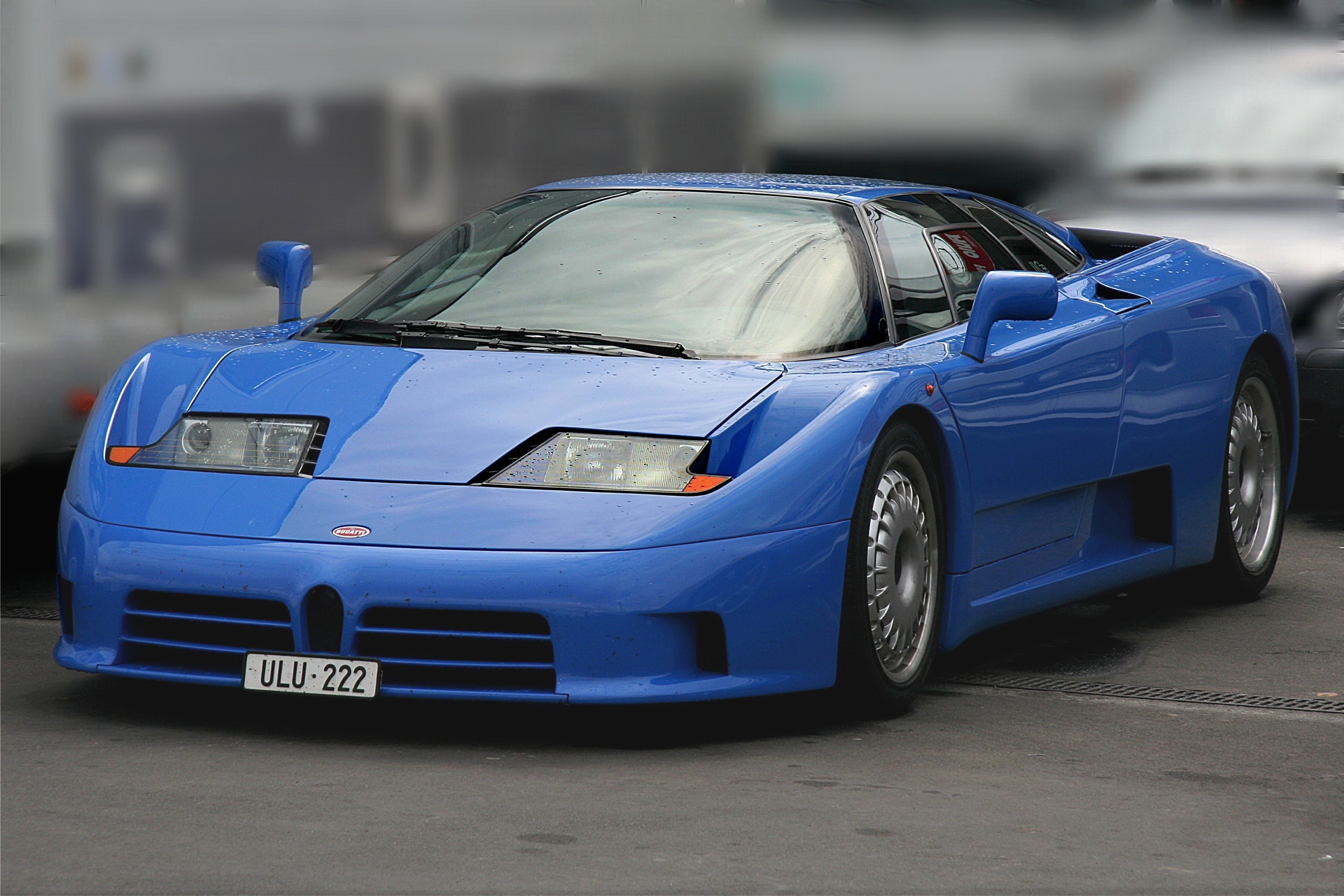
Bugatti EB110 (1991)
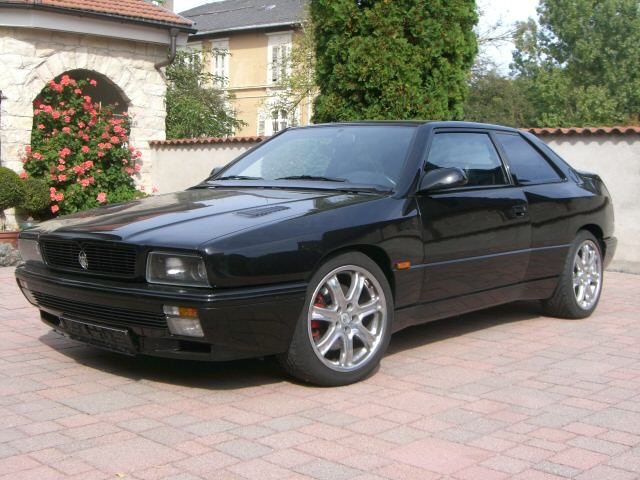
Maserati Ghibli II (1992).
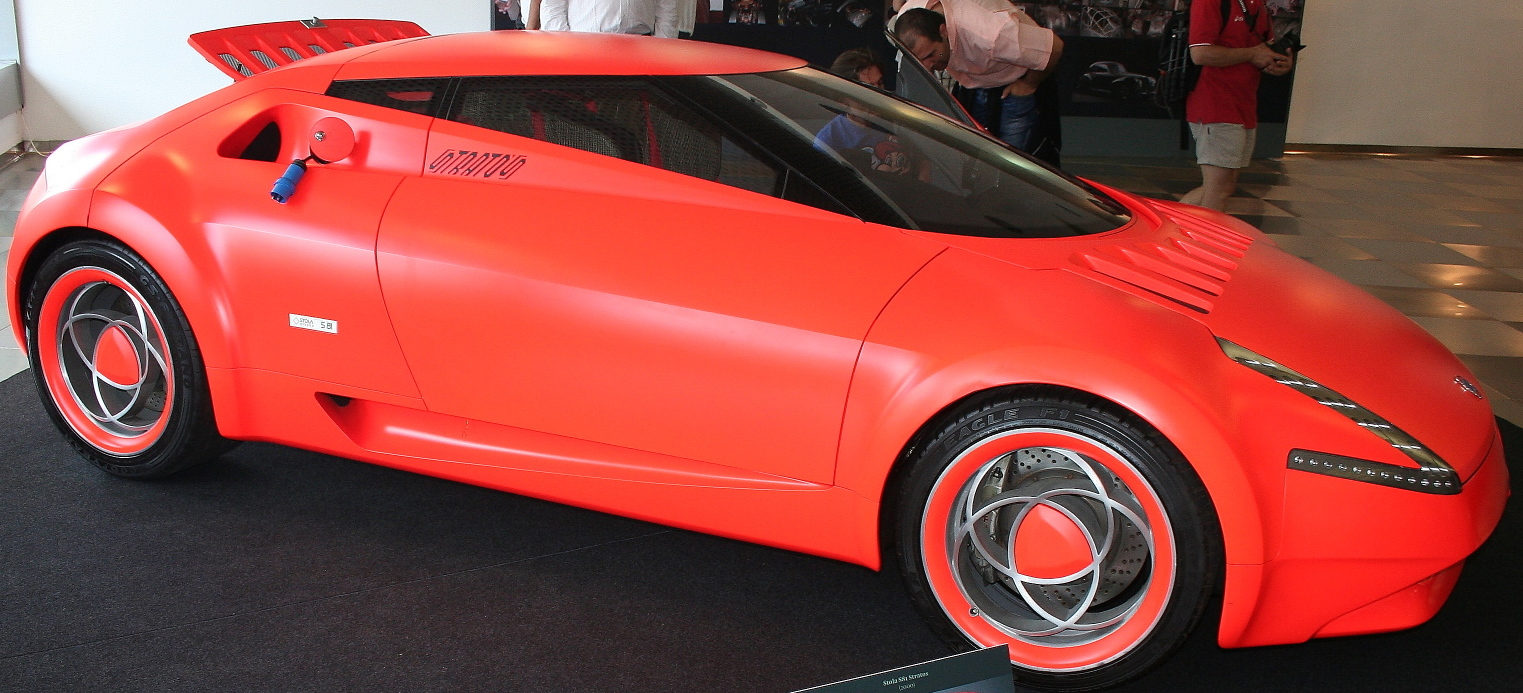
Stola S81 Stratos concept (2000).

- Alfa Romeo Carabo (1968)
- Alfa Romeo Montreal (1970)
- Alfa Romeo 33 Bertone Navajo (1976)
- Alfa Romeo 90 (1984)
- Alpine A310 (1983)
- Alpine A310 pack GT (1983)
- Audi 50 (1974)
- Autobianchi Runabout (1969)
- Autobianchi A112 (1969)
- BMW Série 5 E12 (1972)
- Bugatti EB110 (1991)
- Citroën GS Camargue concept (1972)
- Citroën XB (1978)
- Citroën BX (1982)
- Cizeta-Moroder V16T (1988)
- De Tomaso Pantera (1971)
- Ferrari Dino 308 GT4 (1973)
- Ferrari Rainbow (1976)
- Fiat 132 (1972)
- Fiat X1/9 (1972)
- Fiat Uno (1983)
- Heli-Sport CH-7 (en) (1992)
- Iso Lele (en) (1969)
- Jaguar Ascot (1977)[11]
- Lamborghini Miura (1966)
- Lamborghini Marzal (1967)
- Lamborghini Espada (1968)
- Lamborghini Jarama (1970)
- Lamborghini Urraco (1973)
- Lamborghini Bravo (en) (1974)
- Lamborghini Countach (1974)
- Lamborghini Jalpa (1982)
- Lamborghini Diablo (1990)
- Lancia Stratos Zero (1970)
- Lancia Stratos (1973)
- Maserati Khamsin (1974)
- Maserati Quattroporte II (1974)
- Maserati Biturbo (1981)
- Maserati Shamal (1990)
- Maserati Racing (1990)
- Maserati Ghibli II (1992)
- Maserati Quattroporte IV (1994)
- Qvale Mangusta (1990)
- Reliant FW11 (en) / Otosan Anadol (1977)
- Renault 5 Turbo (1980)
- Renault 11 : Intérieur (1981)
- Renault Super 5 (1984)
- Renault 25 : Intérieur (1984)
- Renault Master I (1980)
- Renault AE/Magnum (1990)
- Tamo Racemo (en) (2017)
- Volvo Tundra (en) (1978)

## Distinctions
- 2024 : Doctorat honoris causa de l'École polytechnique de Milan[12].